# シェイマ・エルジャン
シェイマ・エルジャン（原語表記・Şeyma Ercan、女性、1994年7月5日 - ）はトルコのバレーボール選手である。トルコ代表。

## 来歴
2009年にHalkbank Ankaraへ入団し、バレーボール選手としてのキャリアをスタートさせる。2011年にトルコ・アンカラで行われたユースのヨーロッパ選手権で金メダルを獲得し、自身もベストサーバーに選ばれた。同年のユース世界選手権でも金メダルを獲得した。2015年のU23世界選手権で銀メダルを獲得した。2017年からシニア代表として活躍し、2018年のネーションズリーグで準優勝を果たした。

## 球歴
- 世界選手権 - 2018年
- ワールドグランプリ - 2017年
- ネーションズリーグ - 2018年

## 所属クラブ
- Halkbank Ankara（2009-2011年）
- ベシクタシュ（2011-2012年）
- Bursa Büyükşehir Belediyesi Spor Kulübü（2012-2013年）
- エジザージュバシュ（2013-2015年）
- フェネルバフチェ（2015-2017年）
- ベシクタシュ（2017-2018年）
- トゥルク・ハヴァ・ヨラーリ（2018-2024年）
- Zeren SK（2024-）